# Wendi Richter
Victoria Wendi Richter (Dallas, Texas, 6 de septiembre de 1961), conocida como Wendi Richter, es una luchadora profesional retirada estadounidense. Comenzó su carrera en empresas como National Wrestling Alliance, donde alió con Joyce Grable, y junto a ella, obtuvo dos reinados como Campeona Mundial Femenina en Parejas. En la década de los ochenta, se unió a World Wrestling Federation (WWF). En dicha empresa, ostentó el Campeonato Femenino en dos ocasiones. También participó en una historia con la cantante Cyndi Lauper llamada «Rock 'n' Wrestling Connection». Richter, sin embargo, dejó WWF después de perder el campeonato de manera controvertida. Posteriormente, trabajó para World Wrestling Council y American Wrestling Association, donde obtuvo los títulos femeninos de ambas compañías.

## Carrera

### Inicios (1979–1983)
Wendi Richter fue entrenada en la Lillian Ellison School of Professional Wrestling de The Fabulous Moolah, por Leilani Kai, Judy Martin y Joyce Grable e hizo su debut profesional en 1979. A inicios de 1982, Richter hizo equipo con Moolah en contra Velvet McIntyre y Princess Victoria para tres luchas de la World Wide Wrestling Federation. Richter fue más tarde emparejada con Joyce Grable, con quien además entrenó por seis semanas, para formar un equipo de parejas llamado The Texas Cowgirls. A finales de 1982, ellas lucharon en una serie de encuentros en la Stampede Wrestling de Canadá contra Velvet McIntyre y Judy Martin. Ellas continuaron su contienda con McIntyre en Mid-South Wrestling Association de Bill Vatts, donde  fue derrotada dos veces. Richter y Grable continuaron su rivalidad con McIntyre y Martin a abril de 1983 en la American Wrestling Association de Verne Gagne. En mayo, el equipo se reformó en Stampede Wrestling en luchas contra McIntyre y Penny Mitchell. El equipo también ganó el Campeonato Femenino de Parejas de la NWA dos veces.

### World Wrestling Federation (1983–1985)

#### Rock 'n' Wrestling (1983–1985)
Richter regresó fichando con la World Wrestling Federation (WWF) a finales de 1983. En abril de 1984, Richter hizo equipo con Peggy Lee para una serie de luchas con sus viejas rivales Velvet McIntyre y Princess Victoria. El dueño de la WWF Vince McMahon trajo en Cyndi Lauper para una contienda con Lou Albano (quién había aparecido cuando como el papá Lauper en el video musical de Girls Just Want to Have Fun). Albano secundó a la Campeona Femenina de la WWF Fabulous Moolah, mientras Lauper estaba en la esquina de Wendi Richter. Richter derrotó Moolah en The Brawl to End It All de MTV por el campeonato femenino el 23 de julio de1984, con Richter levantando el hombro fuera de la lona durante una situación de doble-pinfall mientras los hombros de Moolah quedaban abajo. Con la victoria,  ella terminó con el reinado de campeonato más largo en historia de la lucha profesional (El reinado de 28 años de Moolah fue reconocido por la WWF; en realidad ella había perdido el título en varias ocasiones entre 1956 y 1978, y la victoria que Richter tuvo en realidad sólo acabó con un reinado de casi siete años por Moolah cuando era campeona). La emisión de la lucha femenina obtuvo los índices más grandes en historia de MTV hasta aquel punto. Este encuentro era también el principio de la "Rock 'n' Wrestling Connection", una era que combinó ambas música y lucha profesional. Richter enfrentó a la protegida de Moolah, Leilani Kai, quién venció a Richter por el título, a inicios de 1985 en The War to Settle the Score. Recuperó el campeonato en el primer WrestleMania un mes más tarde. Mientras luchaba para la WWF, Richter refirió a ella como "150 libras de acero torcido y atractivo sexual". Richter fue también animada para una caricatura de los sábados por la mañana, Hulk Hogan's Rock 'n' Wrestling de la CBS Además,  apareció en vídeo musical de Lauper, de la canción "She Bop".

#### La traición original (1985)
En 1985, después de perder y luego recuperar el título de su rival Leilani Kai en la WrestleMania inaugural, Richter tenía previsto defender su título en el Madison Square Garden el 25 de noviembre de ese mismo año contra una misteriosa oponente enmascarada conocida solo como The Spider. Al verla más  de cerca, supo que ella era The Fabulous Moolah por su contextura y tamaño. Durante la lucha, Richter luchó a la defensiva e hizo todo lo que pudo para desenmascarar a Moolah. The Spider/Moolah rompió los planteamientos del combate y sujetó los hombros de Richter a la lona. El árbitro, que estaba consciente del plan, realizó un rápido conteo de tres, a pesar de que Richter rompió la cobertura cuando iba en uno. Richter ignoró la campana y viendo 
que le hicieron trampa, de manera furiosa y legítima continuó atacando a The Spider, desenmascarando a la nueva campeona para revelar que era de hecho The Fabulous Moolah disfrazada.
Se informó que el plan para librar a Richter del título fue inventado por el presidente de WWF, Vince McMahon, quien trajo a Moolah después de que Richter se negara a firmar un nuevo contrato con WWF. Sin embargo, Richter afirma que todavía estaba bajo su contrato original de cinco años, pero que regularmente tenía desacuerdos con McMahon sobre su compensación. También afirma que cuando llegó a la arena ese día, se sorprendió al encontrar a Moolah detrás del escenario, ya que nunca se presentó a eventos en los que no estaba programada para luchar. Después de la lucha, una enfurecida Richter salió de la arena con su uniforme de lucha, tomó un taxi al aeropuerto y reservó un vuelo para salir de Nueva York. Después, ella nunca volvió a hablar con Moolah.

### Trabajos posteriores (1987–2005)

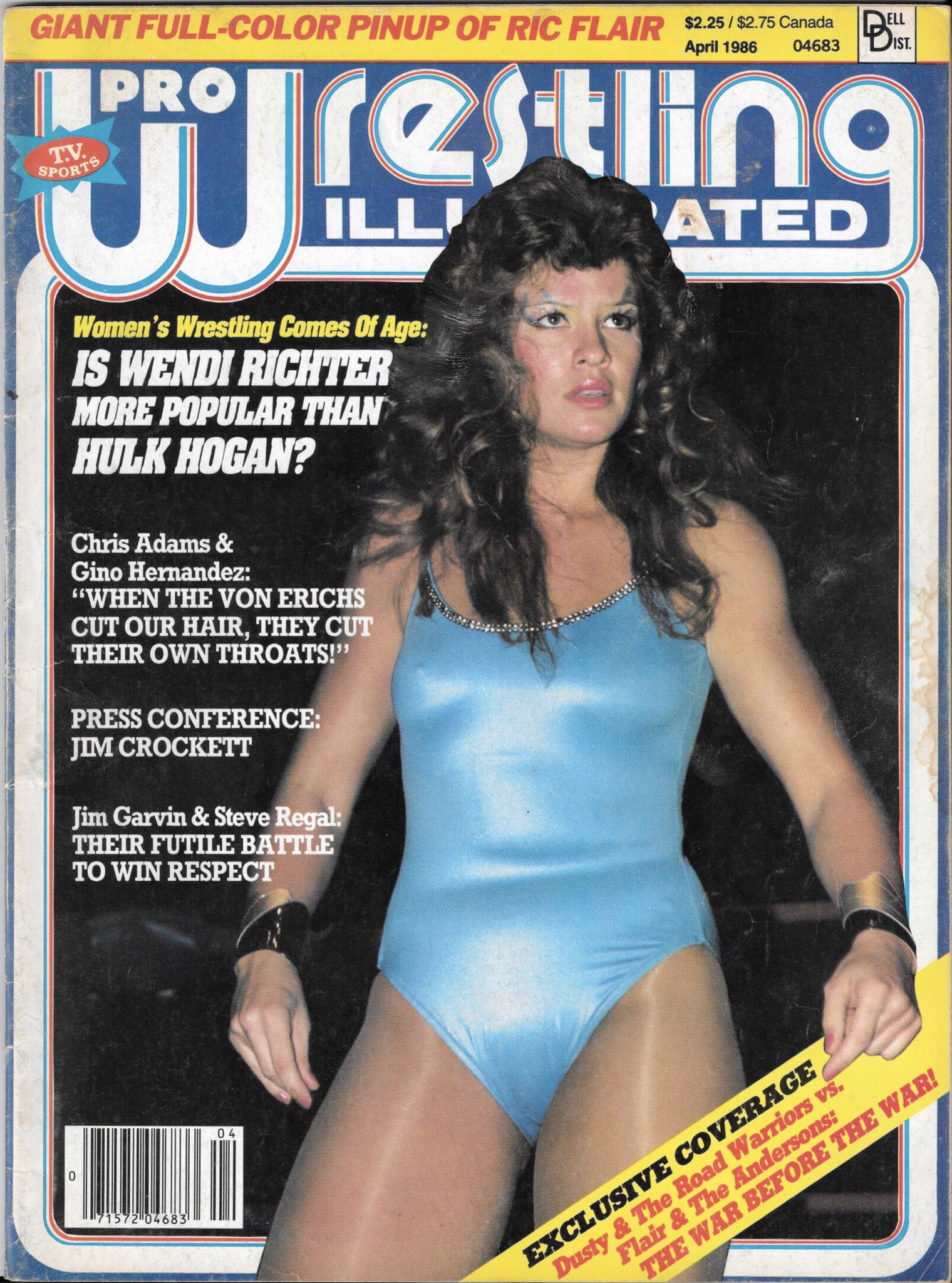
Richter en la portada de la revista Pro Wrestling Illustrated, con fecha de abril 1986.

Al abandonar WWF, Richter luchó en Puerto Rico, Japón y en todo Estados Unidos en promociones independientes. En el World Wrestling Council de Puerto Rico, ella intercambió el Campeonato Femenino WWC con Monster Ripper, teniendo el cinturón dos veces: una en mayo de 1987 y otra en julio de 1987.
Richter apareció en la American Wrestling Association (AWA) en 1987 para desafiar a la campeona Madusa Miceli por el Campeonato de Mujeres AWA, ganando el título en diciembre de 1988. El 13 de diciembre de 1988, participó en una lucha mixta de equipos en SuperClash III con sus socios The Top Guns (Ricky Rice y Derrick Dukes) contra Badd Company (Paul Diamond y Pat Tanaka) y Madusa Miceli. El equipo de Richter ganó el encuentro cuando ella cubrió a Miceli.
El 29 de enero de 2005, Richter apareció en WrestleReunion en un match de ocho mujeres en equipo (uniéndose con Bambi, Malia Hosaka y Jenny Taylor luchando contra Sherri Martel, Peggy Lee Leather, Krissy Vaine y Amber O'Neal). En agosto de ese mismo año, Richter apareció en el segundo evento WrestleReunion, WrestleReunion 2, en una lucha de seis personas.

### Vida después de la lucha libre y WWE Hall of Fame (2005-presente)
En los años posteriores a su retiro, Richter no estaba involucrada en la lucha libre. En una entrevista realizada en 2005, expresó su disgusto por la representación de las mujeres en el producto de la WWE, y aún estaba ofendida por su salida de WWF. En 2010, a Richter se le ofreció la inducción en el Salón de la Fama de la WWE de 2010, que ella aceptó. Fue inducida por Roddy Piper. En contraste con sus entrevistas de rodaje, su discurso habló con cariño de su carrera de lucha y cómo las Divas de la WWE le agradecieron por su influencia. El discurso de Richter terminó con alegría, exclamando "¡Las chicas solo quieren divertirse!"
El 16 de junio de 2012, el episodio de Raw, Richter apareció en un segmento dentro del ring junto con Cyndi Lauper, Roddy Piper y la entonces campeona de las Divas Layla como parte de la construcción del "Episodio 1000". Piper expresó su gratitud a Richter y Lauper por su ángulo de "Rock 'N Wrestling" y le entregó a Lauper un disco de oro, con el que finalmente golpeó a Heath Slater, quien en ese momento tenía un gimmick de insultar a las Superestrellas veteranas antes de obtener su victoria.

## Vida personal

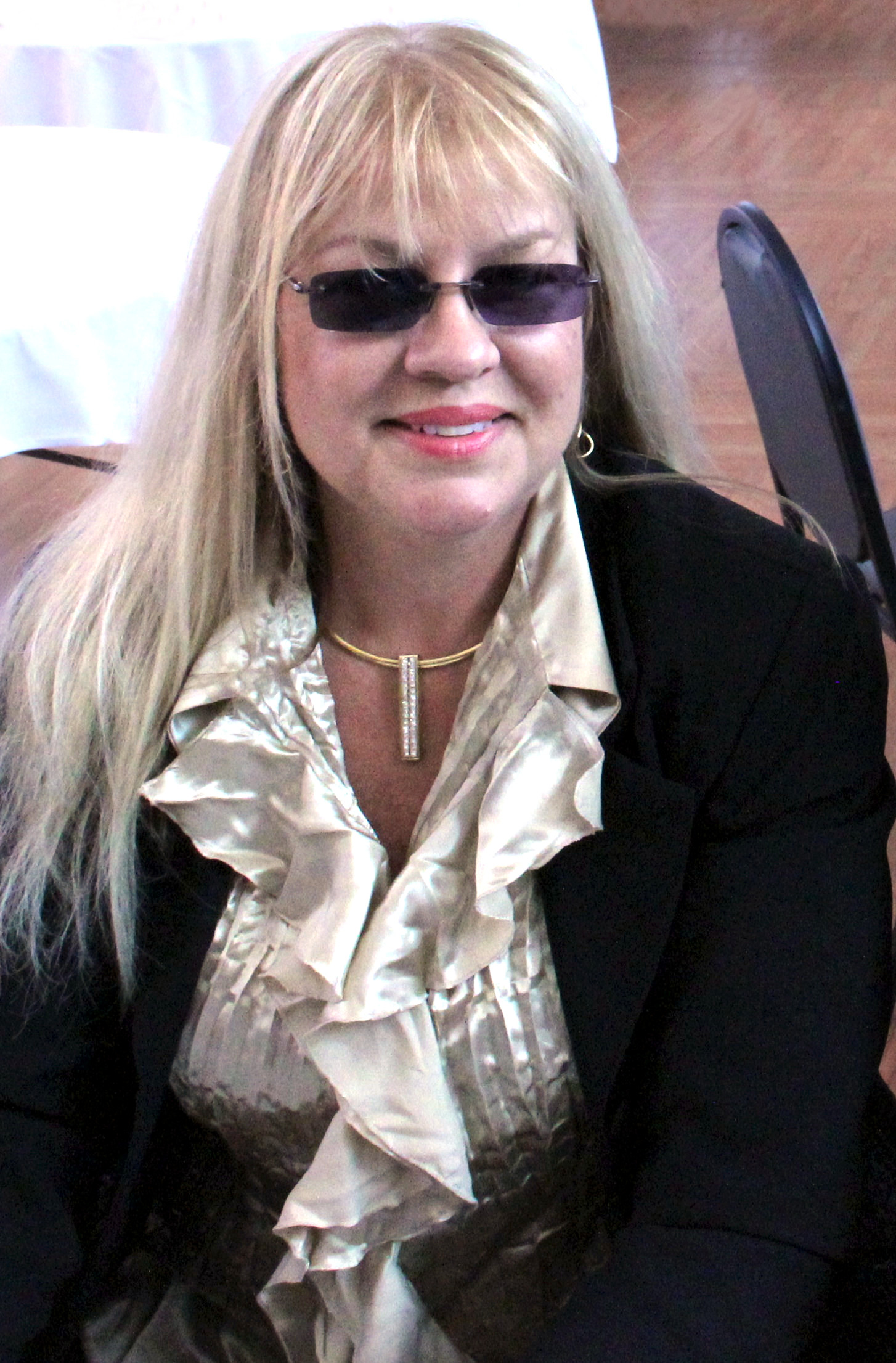
Richter, en 2012.

Richter creció en Dallas, Texas, y antes de ingresar al deporte de la lucha libre profesional, trabajó en el rancho de su familia y participó en competencias de rodeo. Asistió a Bossier High School, donde participó en voleibol, atletismo y campo traviesa. Más tarde se especializó en programación de computadoras en la Draughon's Business College de Dallas. En la década de 1980, se mudó a Crystal River, Florida.
Después de dejar el negocio de la lucha libre, Richter trabajó como agente de bienes raíces. Ella también regresó a la escuela por 13 años, obteniendo un título en terapia física y una maestría en terapia ocupacional. Además de la terapia, Richter compite en exposiciones caninas, incluida la Exposición canina Westminster Kennel Club.Una vez estuvo casada con Hugo Savinovich, quien fuera locutor en español de la WWF. En 2019, aparecerá en el documental El círculo de campeones, La historia de la lucha libre profesional femenina, dirigida por Christopher Annino.

## Campeonatos y logros
- American Wrestling Association

- Campeonato de mujeres AWA ( 1 vez )

- Cauliflower Alley Club

- Otros honores (1993)

- National Wrestling Alliance

- Campeonato Mundial Femenino de Parejas de la NWA (2 veces) - con Joyce Grable

- National Wrestling Federation

- Campeonato de Mujeres de NWF (1 vez)

- Professional Wrestling Hall of Fame

- Clase de 2012

- World Wrestling Council

- Campeonato de mujeres de WWC (2 veces)

- World Wrestling Federation/Entertainment

- Campeonato de mujeres de WWF (2 veces)
- WWE Hall of Fame (Clase de 2010)

- Wrestling Observer Newsletter awards
  - Peor lucha del año (1984) vs. The Fabulous Moolah el 23 de julio